# Kapas (Kunjang)
Kapas is een bestuurslaag in het regentschap Kediri van de provincie Oost-Java, Indonesië. Kapas telt 2361 inwoners (volkstelling 2010).